# Franz Pätzold
Franz Pätzold (* 1989 in Dresden) ist ein deutscher Schauspieler.

## Leben
Pätzold machte seine ersten Theatererfahrungen in der Jugendkunstschule Dresden und in der Theater-AG seiner Schule. Er wirkte in Dresden in dem Projekt „Straßentheater gegen Rechts“ mit; er spielte dort unter anderem in dem expressionistischen Drama Hinkemann von Ernst Toller. Von 2007 bis 2011 absolvierte er eine Schauspielausbildung an der Hochschule für Musik und Theater „Felix Mendelssohn Bartholdy“ in Leipzig.
Pätzold hatte bereits während seiner Ausbildung feste Engagements als Theaterschauspieler. Ab der Spielzeit 2009/10 war er Mitglied des Schauspielstudios des neuen theaters Halle. Dort spielte er, unter der Regie von Hilmar Eichhorn, 2010 den Hänsel in dem Märchenstück Hänsel und Gretel. In dem Theaterstück DNA des englischen Dramatikers Dennis Kelly verkörperte er, teilweise in völliger Nacktheit, auf der Bühne den Schüler und Außenseiter Adam. Die Premiere war im März 2010 – die Regie führte Heike Frank. Für seine Rolle des John Tate/Adam in DNA wurde er im Juni 2010 mit dem Solopreis des 21. Theatertreffens Deutschsprachiger Schauspielstudierender ausgezeichnet.
Außerdem übernahm er während seiner Ausbildung Sprechrollen am Opernhaus Halle, so als Narr in der Oper Macbeth (2009; Regie: Axel Köhler) und als Teufel in dem Tanzstück Die Geschichte vom Soldaten (2010; Regie: Ralf Rossa).
Seit der Spielzeit 2011/12 ist Pätzold als festes Ensemblemitglied am Residenztheater München engagiert. Er spielte dort in seiner ersten Spielzeit unter anderem den Anton in dem Kinderstück Pünktchen und Anton (2012; Regie: Thomas Birkmeir), den jungen Diener Jascha in Der Kirschgarten (2012; Regie: Calixto Bieito) und den jugendlichen Liebhaber Lucentio in Der Widerspenstigen Zähmung (2012; Regie: Tina Lanik). Weitere Rollen Pätzolds am Residenztheater München waren u. a. Ferdinand in Shakespeares Spätwerk Der Sturm (2013; Regie: Gísli Örn Garðarsson), Ekart in Baal (2015; Regie: Frank Castorf), der Rittmeister von der Golz in Kleists Prinz von Homburg (2016; Regie: David Bösch) und der jüngere Sohn Edmund Tyrone in Eines langen Tages Reise in die Nacht (2017; Regie: Thomas Dannemann). 2015 wirkte er am Residenztheater München in Oliver Frljićs aufsehenerregender Inszenierung Balkan macht frei über die Flüchtlingstragödie im Mittelmeer mit. In der Spielzeit 2016/17 übernahm er am Residenztheater München die Rolle des Karl Moor in Schillers Frühwerk Die Räuber, in einer Inszenierung von Ulrich Rasche, die auch auf 3sat ausgestrahlt wurde.
Im März 2019 gab er für die Spielzeit 2019/20 seinen Wechsel ans Burgtheater in Wien bekannt.
Pätzold übernahm mittlerweile auch einige Film- und Fernsehrollen. Er hatte 2012 eine Episodenrolle in der ZDF-Krimiserie SOKO 5113 als Jugendlicher Hörnchen in der Folge Eine Geistergeschichte. In dem ZDF-Fernsehfilm Blutsbrüder aus der Krimireihe Stubbe – Von Fall zu Fall war er im Januar 2013 in einer Episodenhauptrolle zu sehen. Er spielte Nico, den vorbestraften Halbbruder des Schwiegersohns in spe von Kommissar Stubbes Tochter Christiane. 2014 hatte er in der ZDF-Krimiserie SOKO Leipzig – in der Folge Rossis Fall – eine Episodenhauptrolle als tatverdächtiger Jura-Student Justus Gritz. Im Tatort: Hydra (Erstausstrahlung: Januar 2015) war Pätzold als Nils Jacob zu sehen. Er verkörperte die „rechte Hand“ des Anführers der Dortmunder Neonazi-Szene. Im Bremer Tatort: Der hundertste Affe war Pätzold im Mai 2016 in einer der Hauptrollen zu sehen; er spielte Sven Render, den Komplizen einer radikalen Umweltaktivistin. Im November 2017 war Pätzold in der ZDF-Serie SOKO München in einer Episodennebenrolle zu sehen; er spielte den Versicherungsmitarbeiter David Geissler, der bei einer Internet-Challenge für „echte Männer“ zu Tode kommt. In der 9. Staffel der ZDF-Krimiserie Die Chefin (Erstausstrahlung ab August 2018) hatte er eine Episodenhauptrolle als Kristian Berger; er verkörperte, an der Seite von André Kaczmarczyk, einen psychopathischen Mehrfachmörder. In dem zweiteiligen TV-Film Bier Royal (2018) spielte er den missratenen Brauersohn und Möchtegern-Vampir Patrick, den Sohn eines verstorbenen Münchner „Bier-Königs“. In dem ZDF-Fernsehfilm Winterherz – Tod in einer kalten Nacht (2019) spielte Pätzold eine der Hauptrollen, den Richter auf Probe Maxim Vollert, der in einer kalten Winternacht in alkoholisiertem Zustand einen 17-jährigen jungen Mann anfährt, anschließend jedoch keine Verantwortung für sein Handeln übernehmen will und zur Tagesordnung übergeht. Im Berliner Tatort: Das perfekte Verbrechen (Erstausstrahlung: März 2020) des Ermittlerteams Rubin und Karow verkörperte Pätzold „mit einer Stimme von der Wucht eines Shakespeare-Bösewichts“ in der Rolle des Theodor Quembach den Anführer eines geheimen, elitären Männerbundes.

## Filmografie (Auswahl)
- 2012: SOKO 5113 – Eine Geistergeschichte (Fernsehserie)
- 2013: Stubbe – Von Fall zu Fall – Blutsbrüder (Fernsehreihe)
- 2013: SOKO 5113 – Ein perfekter Plan (Fernsehserie)
- 2014: SOKO Leipzig – Rossis Fall (Fernsehserie)
- 2014: Die reichen Leichen. Ein Starnbergkrimi (Fernsehfilm)
- 2015: Tatort: Hydra (Fernsehreihe)
- 2015: Großstadtrevier – Kameraden (Fernsehserie)
- 2016: Tatort: Der hundertste Affe (Fernsehreihe)
- 2017: SOKO München – Wann ist ein Mann ein Mann? (Fernsehserie)
- 2018: Die Chefin – Glück (Fernsehserie)
- 2018: Werk ohne Autor
- 2018: Rufmord (Fernsehfilm)
- 2018: Bier Royal (Fernsehfilm)
- 2019: Winterherz – Tod in einer kalten Nacht (Fernsehfilm)
- 2020: Tatort: Das perfekte Verbrechen (Fernsehreihe)
- 2020: Der Alte – Kalte Wasser (Fernsehserie)
- 2021: Tatort: Heile Welt (Fernsehreihe)
- 2021: Ich und die Anderen (Fernsehserie)
- 2023: Tatort: Kontrollverlust (Fernsehreihe)
- 2024: Frisch
- 2025: Bis es blutet (Fernsehfilm)

## Auszeichnungen
- 2013: Förderpreis für junge Theatertalente des Vereins der Freunde des Bayerischen Staatsschauspiels
- 2014: Bayerischer Kunstförderpreis in der Sparte „Darstellende Kunst“ (mit 6000 Euro dotiert).[16]
- 2016: AZ-Stern des Jahres 2015 der Münchner Abendzeitung in der Kategorie „Bester Schauspieler“
- 2018: Kurt-Meisel-Preis der Freunde des Residenztheaters e. V. für herausragende künstlerische Leistung
- 2020: Nestroy-Theaterpreises in der Kategorie „Bester Schauspieler“ für Die Bakchen (Dionysos) am Wiener Burgtheater[17][18]